# HD 154310
HD 154310，又名CD-3711274，SAO 208406、HR 6344，是一颗恒星，视星等为5.98，位于銀經348.53，銀緯2.17，其B1900.0坐标为赤經16h 59m 34.6s，赤緯-37° 2.17′ 23″。